# Adriano Banchieri
Adriano Banchieri, nacido Tomaso Banchieri (3 de septiembre de 1568 — 1634), fue un compositor, organista, teórico y poeta italiano del Renacimiento tardío y principios del Barroco. Fundó la Accademia dei Floridi en Bolonia.

## Biografía
Banchieri nació y murió en Bolonia. En 1588 tomó los hábitos de la orden benedictina e hizo sus votos en 1590, cambiando su nombre por Adriano, con el que se lo recuerda. Uno de sus maestros en el monasterio fue Gioseffo Guami, quien moldeó su estilo. Durante su vida monástica residió en Lucca, Siena, Imola, Gubbio, Venecia y Verona.
En 1609 se muda al Monasterio de San Miguel del Bosque, en Bolonia, donde permanecerá hasta su muerte. 
En 1613 es nombrado profesor de música. En 1615 funda la Accademia dei Floridi, dedicada al estudio de las artes musicales. En 1618 es designado abad del monasterio. 
Se sabe que conoció y realizó junto a Monteverdi trabajos de teoría de la música.

## Obra musical
Al igual que Orazio Vecchi, estuvo interesado en convertir el madrigal para fines dramáticos. Específicamente fue uno de los creadores del género llamado "comedia madrigal", que sin llegar a representarse en escena, narraba una historia mediante el canto secuencial de una colección de madrigales. 
Muchas de estas colecciones fueron compuestas para divertir las reuniones de los círculos sociales de Bolonia. Entre muchos ejemplos, merecen destacarse:
- La pazzia senile (1598) (Locura senil)
- Il metamorfosi musicale (1601) (Metamorfosis musical)
- Virtuoso ridotto (1601) (Virtuoso disminuido)
- Festino (1608), que satiriza varios idiomas musicales de la época y presenta una imitación de animales haciendo un "contrapunto bestial" sobre un canto firme.

En su momento, la comedia madrigal fue considerada una de las precursoras de la ópera, pero la mayoría de los estudiosos ven hoy un desarrollo separado, consecuencia del interés general en la Italia de la época por crear formas músico-dramáticas.
Banchieri fue además un importante compositor de canzonettas, una alternativa ligera y popular a los madrigales a fines del siglo XVI. Escribió además Misas, series de salmos, motetes, música de Oficios y obras de teatro.

## Teoría musical

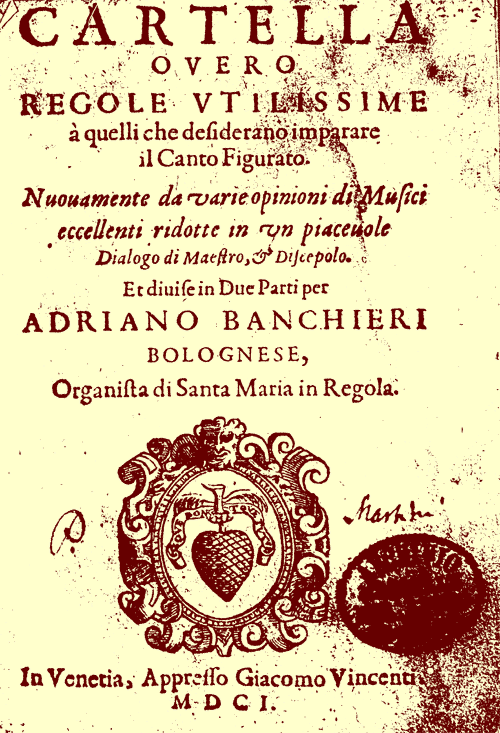
Portada de Cartella, por Adriano Banchieri, 1601.

Los trabajos de Banchieri resultan de importancia en los primeros años del Barroco, por su nivel teórico y posterior influencia.
- Cartella, obra en varios volúmenes (Venecia, 1601), incluye el texto "Moderna Practica Musicale", donde propone el reconocimiento variable de séptimo grado, desarrolla el concepto moderno de compás y muestra tablas de ornamentación vocal.
- L'organo suonarino (Venecia, 1605) describe acompañamientos utilizando bajo figurado.